# Denison (Kansas)
Denison é uma cidade localizada no estado americano de Kansas, no Condado de Jackson.

## Demografia
Segundo o censo americano de 2000, a sua população era de 231 habitantes.
Em 2006, foi estimada uma população de 229, um decréscimo de 2 (-0.9%).

## Geografia
De acordo com o United States Census Bureau tem uma área de
0,3 km², dos quais 0,3 km² cobertos por terra e 0,0 km² cobertos por água.

## Localidades na vizinhança
O diagrama seguinte representa as localidades num raio de 20 km ao redor de Denison.